# Taygetosblauwtje
Het taygetosblauwtje (Polyommatus menelaos) is een vlinder uit de familie Lycaenidae (kleine pages, vuurvlinders en blauwtjes). 

## Verspreiding en leefgebied
Het taygetosblauwtje komt enkel voor in het Taygetosgebergte in Zuid-Griekenland en leeft op hoogten tussen 1100 en 2100 meter boven zeeniveau. 

## Waardplanten
De waardplant is Astragalus taygeteus.